# Мігель Араухо
Мігель Араухо (ісп. Miguel Araujo; нар. 24 жовтня 1994) — перуанський футболіст, захисник клубу МЛС «Портленд Тімберз».
Виступав, зокрема, за клуби «Спорт Уанкайо», «Црвена Звезда» та «Еммен», а також національну збірну Перу.

## Клубна кар'єра
У дорослому футболі дебютував 2011 року виступами за команду клубу «Кобресоль», в якій того року взяв участь у 4 матчах чемпіонату.
Своєю грою за цю команду привернув увагу представників тренерського штабу клубу «Спорт Уанкайо», до складу якого приєднався 2012 року. Відіграв за команду з Уанкайо наступний сезон своєї ігрової кар'єри. Більшість часу, проведеного у складі «Спорт Уанкайо», був основним гравцем захисту команди.
У 2013 році уклав контракт з клубом «Црвена Звезда», у складі якого провів наступний рік своєї кар'єри гравця.
До складу клубу «Альянса Ліма» приєднався 2014 року. Станом на 19 травня 2018 року відіграв за команду з Ліми 115 матчів в національному чемпіонаті.

## Виступи за збірні
У 2011 році дебютував у складі юнацької збірної Перу, взяв участь у 3 іграх на юнацькому рівні.
У 2013 році залучався до складу молодіжної збірної Перу. На молодіжному рівні зіграв у 5 офіційних матчах, забив 1 гол.
У 2014 році дебютував в офіційних матчах у складі національної збірної Перу.
| Дата       | Місто          | Господарі         | Результат | Гості      | Турнір                            | Голи | Примітки |
| ---------- | -------------- | ----------------- | --------- | ---------- | --------------------------------- | ---- | -------- |
| 18-11-2014 | Ліма           | Перу              | 2 – 1     | Парагвай   | товариський матч                  | -    | 84'      |
| 6-9-2016   | Ліма           | Перу              | 2 – 1     | Еквадор    | Відбір до ЧС 2018                 | -    | 17'      |
| 28-3-2017  | Ліма           | Перу              | 2 – 1     | Уругвай    | Відбір до ЧС 2018                 | -    |          |
| 13-6-2017  | Арекіпа        | Перу              | 3 – 1     | Ямайка     | товариський матч                  | -    | 46'      |
| 5-10-2017  | Буенос-Айрес   | Аргентина         | 0 – 0     | Перу       | Відбір до ЧС 2018                 | -    |          |
| 10-10-2017 | Ліма           | Перу              | 1 – 1     | Колумбія   | Відбір до ЧС 2018                 | -    | 46'      |
| 23-3-2018  | Маямі-Гарденс  | Перу              | 2 – 0     | Хорватія   | товариський матч                  | -    | 72'      |
| 3-6-2018   | Санкт-Галлен   | Саудівська Аравія | 0 – 3     | Перу       | товариський матч                  | -    | 46'      |
| 9-9-2018   | Зінсгайм       | Німеччина         | 2 – 1     | Перу       | товариський матч                  | -    |          |
| 15-11-2018 | Ліма           | Перу              | 0 – 2     | Еквадор    | товариський матч                  | -    | 78'      |
| 20-11-2018 | Арекіпа        | Перу              | 2 – 3     | Коста-Рика | товариський матч                  | -    |          |
| 22-3-2019  | Гаррісон       | Перу              | 1 – 0     | Парагвай   | товариський матч                  | -    |          |
| 26-3-2019  | Вашингтон      | Сальвадор         | 2 – 0     | Перу       | товариський матч                  | -    |          |
| 5-6-2019   | Ліма           | Перу              | 1 – 0     | Коста-Рика | товариський матч                  | -    |          |
| 9-6-2019   | Ліма           | Перу              | 0 – 3     | Колумбія   | товариський матч                  | -    |          |
| 18-6-2019  | Ріо-де-Жанейро | Болівія           | 1 – 3     | Перу       | Копа Америка 2019 - груповий етап | -    | 85'      |
| 22-6-2019  | Сан-Паулу      | Бразилія          | 5 – 0     | Перу       | Копа Америка 2019 - груповий етап | -    |          |
| Усього     |                | Матчів            | 17        |            | Голів                             | 0    |          |

## Титули і досягнення
- Срібний призер Кубка Америки: 2019